# Andreas Johansson
Andreas Johansson (født 5. juli 1978 i Vänersborg) er en svensk tidligere fodboldspiller.
Hans karriere har bl.a. bragt ham til engelske Wigan og han har også tidligere spillet i svenske Djurgården. I sommeren 2010 skiftede han fra AaB til OB på en fri transfer Han har i øvrigt spillet nogle kampe på det svenske landshold.

## Landshold
Johansson nåede i sin tid som landsholdsspiller (2002-2008) at spille 16 kampe for Sveriges landshold. Han debuterede for landsholdet i september 2002 i en kamp imod Letland.

## Titler

### Klub
AIK
- Svenska Cupen (1): 1998–99

Djurgården
- Allsvenskan (2): 2002, 2003
- Svenska Cupen (2): 2002, 2004

AaB
- Superligaen (1): 2007-08